# Поклонная гора
Поклонная гора (на руски: Покло́нная гора́) е хълм в Москва, сред най-високите места в града със своите 171,5 метра.
От 1936 г. районът е в рамките на Москва. Днес там е устроен известният Парк на победата с много танкове и други военни средства, използвани през Втората световна война.
В миналото хълмът е с голямо стратегическо значение, тъй като от него има най-добър изглед към руската столица. През 1812 г. това е мястото, където Наполеон Бонапарт напразно очаква ключовете за Кремъл, да му бъдат предадени от руснаците.

## Парк на победата
През 1960 г. съветските власти решават да превърнат района в музей на открито, посветен на руската победа над Наполеон. Триумфалната арка на Москва е издигната от дърво през 1814 г. и от мрамор през 1827 г., по дизайн на Осип Бов, е преместена и реконструирана тук през 1968 г.
Паркът на победата и площада на победителите са важни части от музея на открито. През 1987 г. хълмът е изравнен със земята, а през 1990 г. е добавен обелиск със статуя на Нике и паметник на Свети Георги – убиец на змея, и двете проектирани от Зураб Церетели. Височината на обелиска е точно 141.8 метра, което е 10 cm за всеки ден от войната. Православна църква със златен купол е построена на хълма в периода 1993 – 1995 г., последвана от джамия и синагога.
На 9 май 1995 г. е проведен първият постсъветски парад на победата тук, с президента на Руската федерация Борис Елцин и министъра на отбраната и генерален секретар на армията Павел Грачов. Командващ парада е командирът на Московския военен окръг генерал-полковник Леонид Кузнецов.
На 60-ата годишнина през 2005 г., президентът Владимир Путин открива 15-екстравагантни бронзови колони, символизиращи основните фронтове и военноморските сили на Червената армия през Втората световна война.

## Галерия
- Църква „Св. Георги“
- Джамия
- Вечният огън
- Синагога
- пленена полуверижна машина на Вермахта, Централен музей на Великата Отечествена война
- T-44
- Su-76i
- T48 57 мм GMC / SU-57

## Военен музей
От 1980-те години, хълмът включва и монументален музей на съветската победа във Великата отечествена война. Основната сграда на музея е построена между 1983 г. и 1995 г. „Залата на славата“ съдържа релефи на 12-те съветски градове-герои, на чиито мраморни стени са изписани имената на няколко хиляди Герои на Съветския съюз, наградени по време на войната. „Залата на възпоменанието“ на долния етаж съдържа „Книги на спомените“, с имената на повече от 26 млн. съветски жертви от войната.